# Meteor Mobile
Meteor Mobile Communications Limited — оператор сотовой связи стандартов GSM/GPRS/EDGE в Ирландии.
Компания была основана в 1999 году, с 2005 года является дочерней компанией eircom Group plc. Предоставляет услуги связи с 22 февраля 2001 года. К концу 2007 года имела свыше 900 тыс. абонентов, в сентябре 2008 года более 1 миллиона, 20 % рынка. Единственная зарегистрированная в Ирландии компания, предоставляющая услуги связи в стране. На Meteor приходилось 66 % общего роста ирландского рынка мобильной связи за год до сентября 2006 года.
Коды сети — 083, 085, 086, 087, 089.
29 марта 2012 года ряд компаний, входящих в группу eir, в том числе Meteor, подали прошение в Высший суд Ирландии о назначении ревизора.
Meteor спонсировал туристическое шоу RTÉ One No Frontiers и второй сезон сериала TV3 The Apprentice. От спонсорства The Apprentice компания со временем отказалась, а RTÉ заменил No Frontiers новым шоу Getaways.
30 января 2012 года в интернет-газете broadsheet.ie было объявлено, что Meteor решил подвергнуть свою сеть цензуре, несмотря на то, что это является нарушением ирландского законодательства, и для этого нет юридических оснований.